# The Mail (Cumbria)
The Mail, connu auparavant sous le nom de North-West Evening Mail (1987-2017), est un quotidien local du Royaume-Uni, imprimé tous les matins. Il est basé à Barrow-in-Furness.
The Mail a été fondé sous le nom de North-Western Daily Mail en 1898, devenant le North-Western Evening Mail en 1941 et le North-West Evening Mail en 1987. [1] Bien que son titre suggère une plus grande superficie, il ne couvre en fait que les nouvelles dans Lake District et Furness. Typiquement, il s’agit de Barrow, Dalton-in-Furness, Ulverston, Grange-over-Sands, Windermere, Millom et certaines des informations les plus remarquables de Kendal et Copeland.
Il est dans un style tabloïd, et a trois éditions distinctes (Barrow, Ulverston et Millom), bien que la seule différence soit l’article en première page. Avant les changements apportés aux éditions, il y en avait quatre : Barrow Early, Barrow Late Final, Ulverston et South Lakes, et Millom. Cependant la seule différence était sur la première page et la page six. Le reste du journal était le même tout au long. Les articles vont généralement des informations locales importantes (telles que les décisions importantes du conseil, les nouvelles commerciales locales, etc.) à des histoires plus personnelles sur les résidents de la région.
The Mail est imprimé et publié par Furness Newspapers Ltd., une filiale de la société de médias CN Group Ltd., basée à Carlisle. Le tirage actuel est d’environ 7 500 exemplaires par jour (contre 14 500 autrefois), dans le sud de la Cumbria, une région avec une population totale de près de 250 000 habitants. La pénétration du marché est à son plus haut niveau dans sa zone centrale de Barrow et Dalton, à près de 10% des ménages, et à son plus bas niveau à Ambleside.
James Higgins, ancien rédacteur en chef adjoint de The Bolton News, a dirigé le journal de juillet 2014 à mars 2018 après avoir passé les quatre années précédentes en tant que rédacteur en chef adjoint. Au cours de son mandat, le journal a remporté le très convoité prix du journal de l’année (2017) aux Society of Editors' UK press Awards, le O2 North West Media Awards Scoop of the Year (2017) pour un reportage sur les décès d’animaux au South Lakes Safari Zoo, et la première page de l’année (2015) pour ce qui est devenu une édition emblématique du journal. Higgins a quitté ce poste en 2018 à la suite de l’acquisition du Groupe CN par Newsquest. Il a été précédé par Jonathan Lee, qui s’est joint à l’équipe en 2008. Lee était auparavant rédacteur en chef du Shetland Times, mais il l’a quitté après un vote de défiance de ses collègues,. Les rédacteurs en chef précédents du Mail incluent Steve Brauner, Sara Hadwin, Donald Martin, Keith Sutton, Tom Welsh et Joe Gorman. L’ancienne rédactrice en chef du Lancashire Telegraph, Vanessa Sims, est actuellement rédactrice en chef du journal.